# نبيل زرندي
ملا محمد زرندي (29 يوليو 1831-1892)، والاسم الأكثر تدوالاً له هو نبيل الأعظم أو نبيل زرندي. هو أحد الشخصيات المحورية في البهائية حيث أنه أحد حواريي بهاء الله [الإنجليزية]، كما أنه أحد أهم المؤرخين الذين كتبوا في تاريخ البهائية. حيث اشتهر بتأليفه لكتاب تاريخ نبيل الذي ترجمه شوقي أفندي إلى اللغة الإنجليزية بعنوان ”The Dawn-Breakers“.